# Vrtinčnica
Vrtinčnica  je v hidrodinamiki črta, ki spaja smeri rotorja hitrosti (rotv). Smer rotorja hitrosti je v vsaki točki prostora tangencialna na vrtinčnice. Z njimi opisujemo vrtenje tekočine. 